# Kelechi Iheanacho (ur. 1996)
Kelechi Promise Iheanacho (ur. 3 października 1996 w Owerri) – nigeryjski piłkarz występujący na pozycji napastnika, reprezentant Nigerii. W 2013 roku wraz z kadrą U-17 zwyciężył na młodzieżowych Mistrzostwach Świata, a także został wybrany najlepszym piłkarzem całej imprezy. Srebrny medalista Pucharu Narodów Afryki 2023.

## Kariera klubowa

### Kariera młodzieżowa
W młodości reprezentował Akademię Taye w Owerri. Dzięki występom w reprezentacji Nigerii na Mistrzostwach Świata U-17 w 2013 roku przyciągnął uwagę kilku europejskich klubów. Drużyny, które się nim interesowały to m.in. Arsenal, FC Porto i Sporting CP. W grudniu 2013 roku pojawił się w Anglii, aby podpisać kontrakt z Manchesterem City. Podpisał wstępną umowę z klubem wyrażając swój zamiar gry dla Citizens i podpisania profesjonalnego kontraktu po swoich 18 urodzinach czyli w listopadzie 2014 roku. W międzyczasie wrócił do Nigerii. Konfederacja Afrykańskiego Futbolu nadała mu tytuł najbardziej obiecującego talentu w 2013 roku w Afryce.

### Manchester City
Iheanacho dołączył do Akademii Manchesteru City 10 stycznia 2014 roku. 29 sierpnia 2015 roku Iheanacho zadebiutował w wygranym 2:0 meczu z Watford zmieniając Raheema Sterlinga. Swojego pierwszego gola dla City strzelił 12 września 2015 w meczu z Crystal Palace. W 2016 roku razem z Manchesterem City zdobył Puchar Ligi Angielskiej.

### Leicester City
3 sierpnia 2017 roku został pozyskany przez angielski klub Leicester City za kwotę 25 mln. £. Pierwszy mecz dla nich zagrał 11 sierpnia 2017 roku w ramach 1. kolejki sezonu 2017/18 ligi angielskiej z Arsenalem F.C. Mecz ten zakończył się wynikiem 4:3 dla Kanonierów, a Kelechi wszedł na murawę w 82. minucie spotkania za Matty'ego Jamesa.
24 września 2017 roku Iheanacho strzelił swojego pierwszego gola dla Lisów. Miało to miejsce przy okazji meczu Pucharu Ligi Angielskiej z Leeds United F.C. dokładnie w 30. minucie spotkania, które zakończyło się zwycięstwem Leicester City 3:1. Kelechi dołożył w tym meczu również asystę przy golu Islama Slimani'ego. Z kolei pierwszego gola w lidze strzelił 10 marca 2018 roku w meczu 30. kolejki sezonu 2017/18 Premier League przeciwko West Bromwich Albion F.C. w 76. minucie kiedy po dośrodkowaniu Bena Chilwella wykończył główką trafiając do bramki bronionej przez Bena Fostera. Ostatecznie mecz zakończył się wynikiem 4:1 dla Lisów. Kelechi wszedł do szatni po meczu również z asystą, którą zanotował przy trafieniu Riyada Mahreza w 62. minucie.
15 maja 2021 roku razem z Leicester City sięgnął po Puchar Anglii. W meczu finałowym z Chelsea F.C. zagrał 67 minut. Jedynego gola w tym spotkaniu strzelił Youri Tielemans.
7 sierpnia 2021 roku wygrał z Lisami Superpuchar Anglii. W meczu z Manchesterem City zagrał pełne spotkanie i strzelił jedynego gola w tym spotkaniu, kiedy w 89. minucie wykorzystał rzut karny.

## Kariera reprezentacyjna
Iheanacho reprezentował Nigerię od poziomu U-13 do seniorskiej reprezentacji. Jego pierwszym międzynarodowym doświadczeniem były Mistrzostwa Afryki U-17 w 2013 roku w Maroku. Dwa miesiące przed turniejem zmarła mu matka i chciał dla niej wygrać, ale w finale w rzutach karnych Nigeria U-17 uległa Wybrzeżu Kości Słoniowej U-17.
Iheanacho został ogłoszony piłkarzem Mistrzostw Świata U-17 w 2013 roku i dostał Złotą Piłkę dla najlepszego gracza.

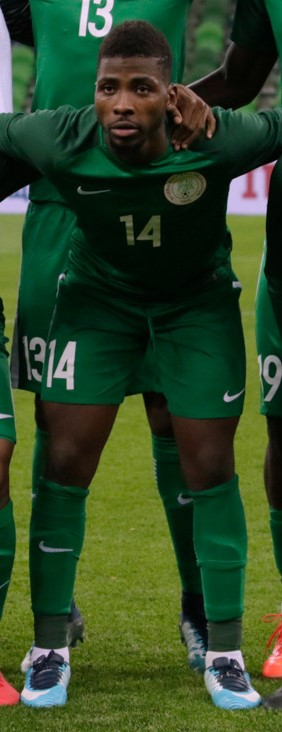
Kelechi Iheanacho przed meczem towarzyskim z Argentyną. Później w tym meczu zaliczy bramkę, która pomoże Nigerii wygrać ten mecz 4:2. (2017)

Razem z reprezentacją Nigerii doszedł do finału Pucharu Narodów Afryki 2023 jednak przegrali ten mecz z reprezentacją Wybrzeża Kości Słoniowej (1:2).

## Sukcesy[23]

### Manchester City
- Puchar Ligi Angielskiej: 2015/16[10]

### Leicester City
- Puchar Anglii: 2020/21[16]
- Superpuchar Anglii: 2021[17]

### Nigeria
- Mistrzostwo Świata do lat 17: 2013

### Indywidualne
- Złota Piłka Mistrzostw Świata U-17: 2013
- Afrykański Talent Roku: 2013